# 文獻綜述
文獻綜述（literature review）又稱文獻評論、文獻探討、文獻回顧，是指對有關某一學科一段時間內的大量文獻進行搜集、分析和歸納敘述的一類學術論文，是綜述文章的表現形式之一。一個好的文獻綜述能反映某一學科一段時間內的學術成果。文獻綜述可以分為文摘性綜述和分析性綜述。文摘性綜述只是單純的將大量文獻資訊進行歸納整理，而分析性綜述允許作者提出分析、評論和見解。
文獻綜述的結構分為題目、書名、摘要、引言、正文、結論和參考文獻。